# 앨버트 피시
해밀턴 하워드 "앨버트" 피시(Hamilton Howard "Albert" Fish, 1870년 5월 19일 ~ 1936년 1월 16일)는 미국의 연쇄살인자이다. 그레이맨(Gray Man), 위스테리아의 늑대인간(Werewolf of Wysteria), 브루클린 흡혈귀(Brooklyn Vampire), 월하의 미치광이(Moon Maniac), 망태 할아범(The Boogey Man) 등의 별명으로도 알려져 있다. 아동강간범이며 또한 식인종이었던 피시는 미국의 모든 주의 아이들을 먹어 보았다고 주장했으며, 한번은 수가 100명 정도라고 말하기도 했다. 그러나 이 100명이라는 것이 강간 또는 식인을 가리킨 말인지, 또 그의 말 자체가 진실인지 여부도 확실하지 않다. 피시는 당대에 벌어진 최소 5건의 살인사건의 범인 용의자였으며, 그 중 경찰이 치사 사건으로 수사 중이던 세 건에 대한 모살 혐의를 인정했다. 또한 또다른 사람 두 명을 칼로 쑤신 적도 있다고 자백했다. 그러나 피시가 기소된 혐의는 그레이스 버드에 대한 유괴 및 살인 혐의밖에 없다. 피시는 유죄를 선고받고 전기의자로 처형되었다.